# Delphinium novomexicanum
Delphinium novomexicanum là một loài thực vật có hoa trong họ Mao lương. Loài này được Wooton mô tả khoa học đầu tiên năm 1910.